# 蘇格爾區
35°11′01″N 1°29′45″E / 35.1835°N 1.4959°E
蘇格爾區（阿拉伯语：‎），是阿爾及利亞的行政區，位於該國北部，由提亞雷特省負責管轄，首府設於蘇格爾，面積3,263平方公里，2008年人口107,530，人口密度每平方公里33人。